# Gylle en Fjärdingslöv
Gylle en Fjärdingslöv (Zweeds: Gylle och Fjärdingslöv) is een småort in de gemeente Trelleborg in het Zweedse landschap Skåne en de provincie Skåne län. Het småort heeft 97 inwoners (2005) en een oppervlakte van 25 hectare. Eigenlijk bestaat het småort uit twee plaatsen: Gylle en Fjärdingslöv. Het småort wordt grotendeels omringd door akkers. De stad Trelleborg ligt zo'n vijf kilometer ten zuiden van Gylle en Fjärdingslöv.